# Bianchi 10 HP
Der Bianchi 10 HP ist ein Pkw-Modell. Hersteller war Bianchi aus Italien.

## Beschreibung
Bianchi listete dieses Modell in seinen Verkaufskatalogen der Jahre 1902 und 1903. Es ist möglich, dass das Fahrzeug noch etwas länger angeboten wurde.
Es war das einzige Modell von Bianchi mit einem Zweizylindermotor. Für 1902 ist angegeben, dass der Motor von Ateliers Veuve A. de Mesmay stammte, aber auch Motoren anderer Hersteller verwendet werden konnten. Im 1903er Katalog ist kein Motorenhersteller angegeben, woraufhin eine Quelle meint, es sei ein von Bianchi selbst hergestellter Motor gewesen. Er leistete 10 PS. Er war vorne längs im Fahrzeug eingebaut. Das Getriebe hatte vier Vorwärtsgänge und einen Rückwärtsgang. Der Antrieb erfolgte über eine Kardanwelle bis etwa zur Fahrzeugmitte und von dort über Ketten an die Hinterräder.
Die Front unterschied sich von den Einzylindermodellen. Der längere Motor erforderte einen längeren Motorraum. Die Motorhaube hatte an den Seiten möglicherweise einen herausnehmbaren viereckigen Einsatz mit sieben senkrechten Lüftungsschlitzen. Vor dem Motor war der unverkleidete Wasserkühler.
Die einzige bekannte Karosseriebauform war ein Tonneau, der vier Personen Platz bot. Der Zugang zu den hinteren Sitzen erfolgte durch eine Hecktür.